# Yomiuri Terebi Hōsō
Yomiuri Telecasting Corporation (jap. 読売テレビ放送株式会社 Yomiuri Terebi Hōsō Kabushiki-gaisha) – japoński prywatny nadawca telewizyjny obsługujący region Kansai (Kinki), z siedzibą w dzielnicy Chūō w Osace, znany powszechnie jako Yomiuri TV (jap. 読売テレビ Yomiuri Terebi) lub „ytv”. Stacja jest także powiązana z Nippon News Network (NNN) i Nippon Television Network System (NNS) i jest częścią Grupy Yomiuri razem ze stacją NTV.
Telewizja Yomiuri jest dostępna wyłącznie w prefekturach Osaka, Hyōgo, Kioto, Wakayama, Nara i Shiga, wobec czego mieszkańcy regionu Kantō nie mają do niej dostępu.
Stacja koncentruje się na tworzeniu i nadawaniu anime, w tym między innymi „Detektyw Conan”, „InuYasha” i „City Hunter”, ale prezentuje także serwisy informacyjne, relacje sportowe, dokumenty, filmy oraz dramy.

## Historia
Powstała jako New Osaka Television Co. Ltd. (新大阪テレビ放送株式会社, Shin Ōsaka Terebi Hōsō Kabushiki-gaisha, NOTV) 13 lutego 1958 roku, a 1 sierpnia przekształcono ją w „Yomiuri Telecasting Corporation”. Stacja wystartowała z emisją 28 sierpnia, będąc pierwszą stacją telewizyjną afiliowaną z NTV. Regularna emisja programów w kolorze rozpoczęła się w 1960 roku.

## Biura
Obecne oddziały:
- Siedziba główna w Osace – 1-chōme-3-50 Shiromi Chuo Ward, Osaka, 540-0001
- Oddział w Tokio – 20F, NTV TOWER 1-6-1 Higashi Shimbashi, Minato-ku, Tokyo 105-7420
- Oddział w Nagoi – 3F, Ｓhin-Kyoei Building, 3-7-9 Sakae, Naka-ku, Nagoya-shi 460-0008
- Oddział w Kioto – 5F, Yomiuri Kyoto Building, 630 Shichikannon-cho, Karasuma-dori Rokkaku-Sagaru, Nakagyo-ku, Kyoto-shi 604-8162
- Oddział w Kobe – 4F, Yomiuri Kobe Building, 1-2-10 Sakaemachi-dori, Chuo-ku, Kobe-shi 650-0023
- Oddział w Paryżu – NNN Paris, 203 rue du Faubourg Saint Honore, 75008, Paris
- Oddział w Szanghaju – 580 Nanjing WestRd 902B Subsidiary Building of Nan Zheng Building Shanghai
- Oddział w Nowym Jorku – NNN New York, 747 Third Ave, Suite 304, New York, NY 10017

## Nadajniki
- Analogowy JOIX-TV – Yomiuri TV
  - Główna stacja w Osace (Góra Ikoma) - Kanał 10

- Stacja zakończyła emisję analogową 24 lipca 2011 roku[5].

- Cyfrowy JOIX-DTV – Yomiuri TV
  - Identyfikator pilota zdalnego sterowania - Kanał 10
  - Główna stacja w Osace (Góra Ikoma) - Kanał 14

- Nadawanie cyfrowe[6]
  - Nazwa wywoławcza: Yomiuri Digital TV
  - Kod wywoławczy: JOIX-DTV
  - Skrót: ytv
  - Częstotliwość: 479,14MHz